# Salt Palace
El Calvin L. Rampton Salt Palace Convention Center, más conocido como Salt Palace es un centro de convenciones situado en Salt Lake City, Utah, cuyo nombre es en honor del undécimo Gobernador de Utah, Calvin L. Rampton.

## Historia
El histórico Salt Palace fue construido en 1899, y constaba originalmente de una sala de baile, un teatro y una pista de carreras. Fue destruido por un incendio en 1910. El nuevo recinto, que tomó su nombre, se terminó de construir en 1969, y tenía capacidad originalmente para 10 725 espectadores, ampliándose posteriormente a 12 666.
Fue la sede del equipo de los Utah Stars de la American Basketball Association entre 1975 y 1979, del equipo de hockey sobre hielo de los Salt Lake Golden Eagles entre 1969 y 1991 y de los Utah Jazz de la NBA entre 1979 hasta 1991. En 1994, tres años después de la marcha de los Jazz al Delta Center, el Salt Palace fue demolido.

## Calvin L. Rampton Salt Palace Convention Center
En su lugar se construyó el actual centro de convenciones que consta de 47 800 m² de espacio para exposiciones, 15 200 m² de espacio para convenciones, un gran salón de baile de 4200 m² y 66 salas para reuniones. En 2002 sirvió como Centro de Prensa durante la celebración de los Juegos Olímpicos de Invierno de Salt Lake City.
En honor de uno de los hombres que más ha trabajado por el impulso del turismo y por el desarrollo económico de la ciudad, en 2007 el Consejo del Condado de Salt Lake votó hacer oficial el cambio de nombre del Salt Palace Convention Center por el de Calvin L. Rampton Salt Palace Convention Center.